# 성반 (천문학)

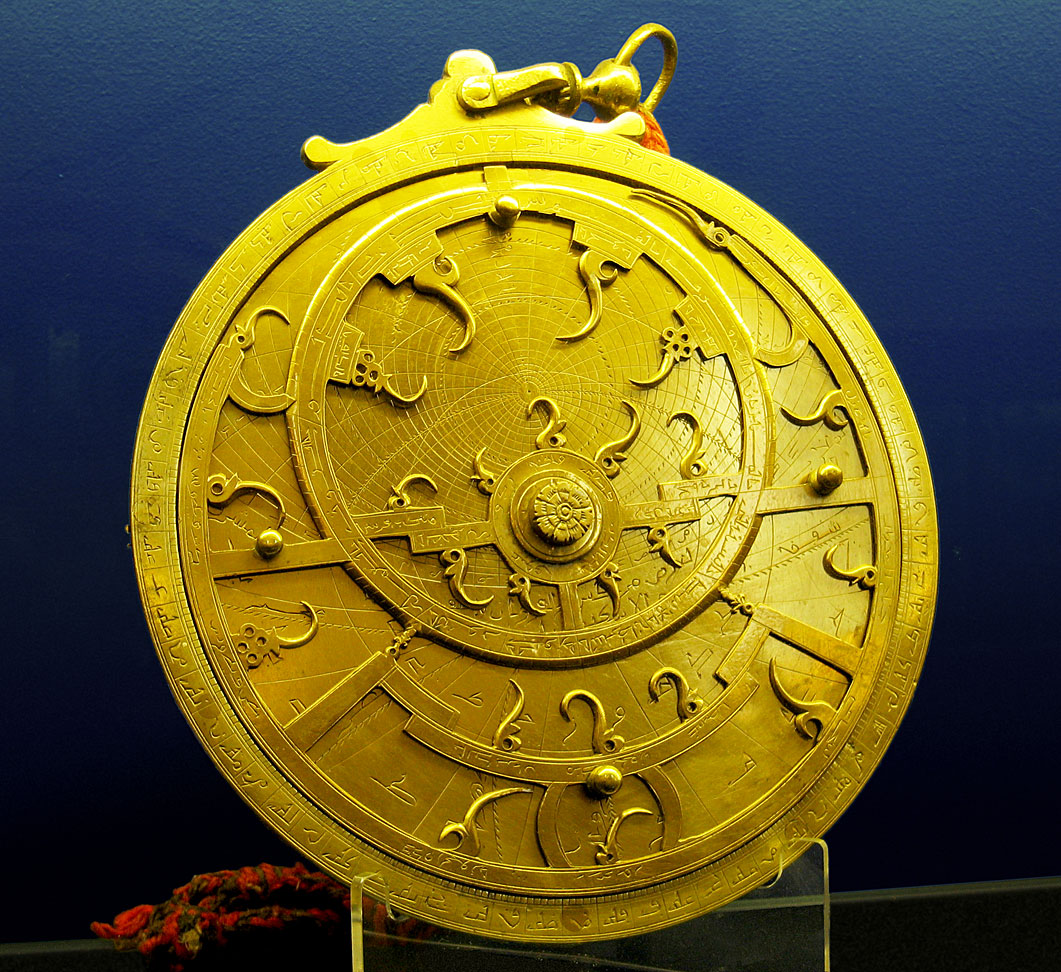
18세기경 페르시아의 성반

성반(星盤), 라틴어: astrolabe 아스트롤라베[*], 고대 그리스어: ἀστρολάβος 아스트롤라보스[*], 아랍어: ٱلأَسْطُرلاب 알아스투를라브[*])은 고대에서부터 만들어져 발전되어온 정교한 천문 도구로서, 태양, 달, 행성, 별의 위치를 예측하는 기능을 하였다. 현지시간, 위도, 측량과 같은 실용적인 도구여서 천문학자뿐만 아니라 항해가들에게도 널리 사용되었다. 처음 성반이 발명되었을 당시 목적은 해와 달, 별의 고도를 측정하는 것 이였지만 천문학, 수학의 발달로 더 많은 정보들이 성반에 입력되면서 그 기능은 추가되었다. 이렇게 발전된 근대의 성반은 300~400여 가지의 기능을 가지고 있는 것으로 추정된다. 그리스어 astrolabon, ἄστρον(별)과 λαβ-(붙잡는 것) 을 어원으로 ‘별을 붙잡는 것’이라 하여 아스트롤라베(astrolabe)라고 하였다.

## 역사

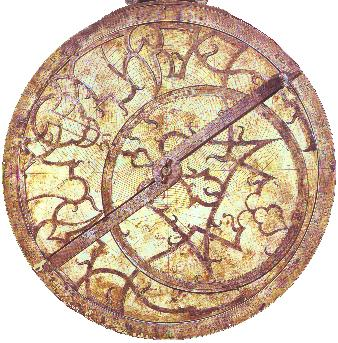
16세기경의 성반

### 고대
성반의 기원은 고대 그리스로부터 출발한다. 그리스의 기하학자 아폴로니우스(BC 225년경)가 성반의 투영과 관련된 좌표변환에 대해 연구했을 거라고 추정하고 있지만 직접적으로 성반의 투영법에 가장 많은 영향을 준 사람은 히파르쿠스(BC 180)이다. 그는 3차원적인 구면상으로 나타내질 수 있는 천구의 모습을 평면에 투영하는 구면평사도 기법을 개발하여 복잡한 천구의 모습을 하나의 원안에 담아낼 수 있게 하였다. 복잡한 구면삼각함수 없이도 간단하게 별에 대한 좌표체제를 성립시킬 수 있게 되어 기계가 간단하게 되었다.
프톨레마이오스의 저서 천문학대계(Almagest)에 따르면 평사도법에 대한 설명이 있고 이 방법을 사용하면 별의 위치를 쉽게 나타낼 수 있다고 설명했다. 실례로 구면평사도 투영기법을 적용한 사례로는 로마의 건축가인 마르쿠스 비트르비우스 폴리오(기원전 88~기원전 26)의 시계가 있는데, 그는 구면평사도 투영기법을 이용해 천구에 있는 별의 위치를 나타냈다고 기록했다. 이렇게 별의 위치를 나타내는데 구면평사도 기법이 가장 널리 쓰이게 되었다.
4세기에 들어서 성반의 지식은 북아프리카와 동쪽으로 전해진다. 대다수의 문서가 비잔티움 제국의 학자들에 의해서 시리아어와 아랍어로 번역이 되어 성반의 기술은 이제 이슬람권으로 넘어가게 된다.

### 중세 이슬람

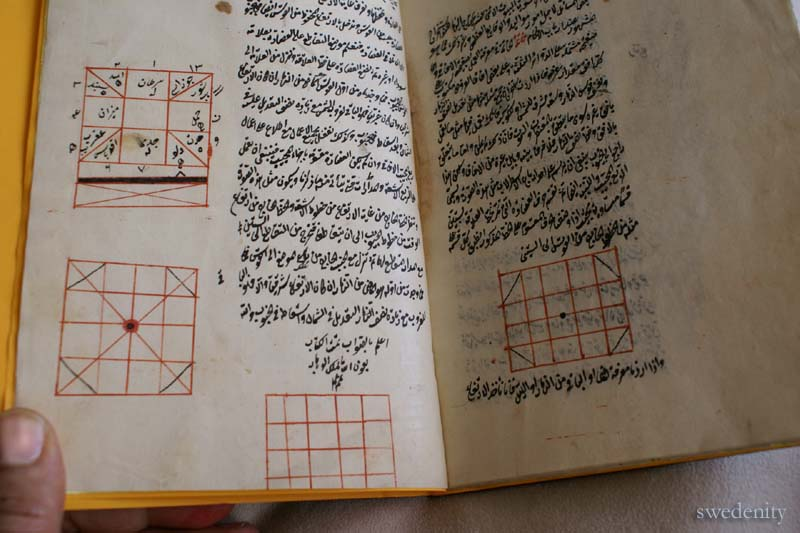
성반의 중요성을 설명하는 나시르 알 딘 알 투시의 논문

성반이 기원전에 그리스에서 발명되었다고 하지만, 그 기능은 적었다. 지표상의 위치를 알려주는 역할이긴 했지만 정교한 눈금을 갖추지 못했다. 하지만 이슬람권으로 넘어가면서 성반은 기능이 추가되고 더 정교해진다.
8세기 중엽에 성반은 이슬람의 세계에 전해지는데, 당시에 키블라에 대해 알아야 했던 이슬람 사람들은 이 기계의 중요성을 일찍 인식했고 발전시켜나가기 시작했다. 각의 눈금을 성반에 추가시켜 고대 그리스에선 볼 수 없었던 시계로서의 정교함을 가지게 되었고, 이로써 방위각, 남중고도, 특정 별의 위치의 관측을 통해 날짜와 시간을 정확하게 알 수 있었다. 수학적 이론도 평사도법에서 더 발전했는데, 무함마드 이븐 자빌 알 하르니 알 바트니는 플라토 타이부르티누스(920)란 책에서 삼각함수의 공식들을 정립해 수학의 이론적 배경을 정립해 성반의 새로운 기능들의 추가한 것으로 알려진다.
또한 기존의 성반은 위도에 맞게 눈금을 조절하는 것이 매우 힘들었지만 10세기 알리 이븐 칼라프는 원판에 다양한 크기의 위도선을 새겨 넣어 위도에 따라 여러 부속품들을 끼워야 했던 옛날 것에 비해 훨씬 휴대하기가 편해졌다. 12세기에, 샤라프 알 딘 알 투시는 나무막대에 정교한 눈금이 새겨져 있는 선형 성반을 만들었고, 13세기에 아비 바크르는 기어가 달린 기계적인 성반을 만들어 정교화 된 성반을 만들게 되었다.
13세기가 지나서도 이슬람에서는 계속 성반이 발전되었다. 1000가지가 넘는 기능을 묘사할 수 있을 정도로 다재다능한 도구가 되었고 이슬람의 성반은 안티키테라 기계 이후 가장 정교한 아날로그 컴퓨터라고 할 수 있었다.

### 중세 유럽

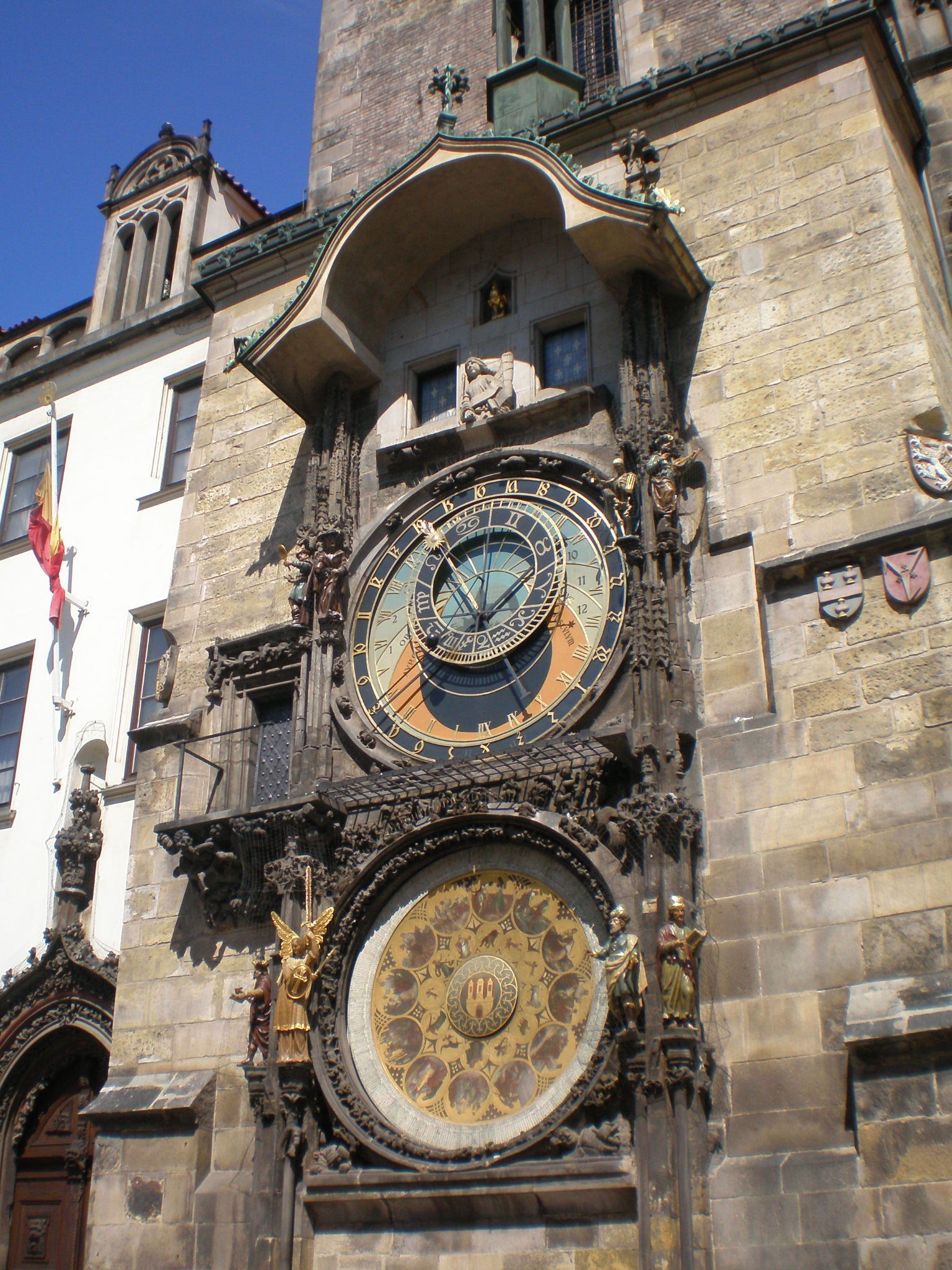
체코공화국의 프라하에 있는 천문 시계

12세기 이슬람이 이베리아반도를 점령하면서 성반은 이베리아반도를 통해 이슬람 세계에서 유럽 세계로 전해졌다. 11세기부터 유럽에서 성반을 볼 수 있었지만, 13-14세기가 될 때까지 그다지 널리 그 사용이 퍼지지는 않았었다. 13세기에 들어서 본격적으로 유럽인들은 성반을 자신들과 알맞게 변형시키기 시작한다. 성반 원판에 점성술에 관한 정보를 추가시키고 이슬람식의 시간간격을 편집, 유럽에 맞게 시간 간격을 새로 새겨 넣었다. 이슬람 사람들이 사용했던 기도와 관련된 정보는 유럽인들에게는 필요 없어졌기 때문에 삭제되었다.
천문학을 하는 사람이라면 기본적으로 성반의 사용법에 대해 알아야 했을 정도로 성반은 15,16세기 유럽에서 가장 널리 사용되는 천문도구가 된다. 영어로 된 최초의 성반 설명서는 영국의 제프리 초서가 1391년 그의 아들에게 설명해주기 위한 설명서였다. 비록 아들을 위한 설명서였으나 상당히 높은 수준의 천문학적 지식이 요구되는 어려운 설명서였다.
15세기에 성반 제조업은 독일과 몇몇 지방에서만 활성화되었지만 17세기부터는 많은 지역에서 만들어졌다. 하지만 성반의 제조는 매우 정교해 전문성을 요구하는 작업인 것은 분명했기 때문에 수많은 성반이 단 몇 명에 의해 만들어지는 경우가 많았다. 이 때 개성 깊은 몇몇 장인들에 의해서 다양한 형태의 성반이 만들어졌다. 금속 성반은 이 시기에 만들어졌지만 비싸서 오직 고위계층 사람들만 사용할 수 있었다. 대신 인쇄술의 발달에 의해 종이재질로 만들어진 성반이 많은 사람들에 의해 보급되었다.

### 근세
17세기 중엽이 지나서 성반의 사용량은 줄기 시작했다. 추 시계의 발명으로 편리하고 더 정확한 시계의 기능을 대신할 물건이 생겼고, 망원경과 같은 획기적인 발명품들이 사용가능해지면서 성반은 점차 자취를 감추게 된다. 현재는 호기심이나 재미로 사용하기도 하지만, 교육적인 용도를 위해 아직까지 쓰이고 있다.

### 동아시아의 성반
이슬람과 유럽에서 발전되던 성반은 17세기 유럽의 예수회 선교사들을 통해 혼개통헌(渾蓋通憲)라는 이름으로 동아시아에 전래되었다. 사진에 있는 성반은 실학자 유금에 의해서 만들어진 것으로 18세기 동아시아가 만든 것으로는 유일하다고 학계에 보고되어 있다. 이 성반의 위쪽 고리에는 서울의 위도(北極出地三八度)가 적혀져 있다.

## 종류 및 유사 기구

### 항해용 성반
성반은 매우 정교하고 예민한 기구여서 항해를 나갈 때의 배의 미세한 흔들림도 관측에 크게 영향을 줄 수 있었다. 항해도중 성반으로 고도를 측정할 때, 잘 되지 않아서 15세기때 특화된 항해용 성반을 만들었다. 항해를 나갈 때 필요했던 위도측정을 위해 각이 그려진 원판이 있는데 쇠로 되어 매우 무거웠다. 무거운 몸체가 바람이나 흔들리는 선체에 영향을 받지 않게 하기 위함이다. 기구를 들고 태양의 남중고도나 별의 고도를 측정해 위도를 알 수 있다.

### 사분의

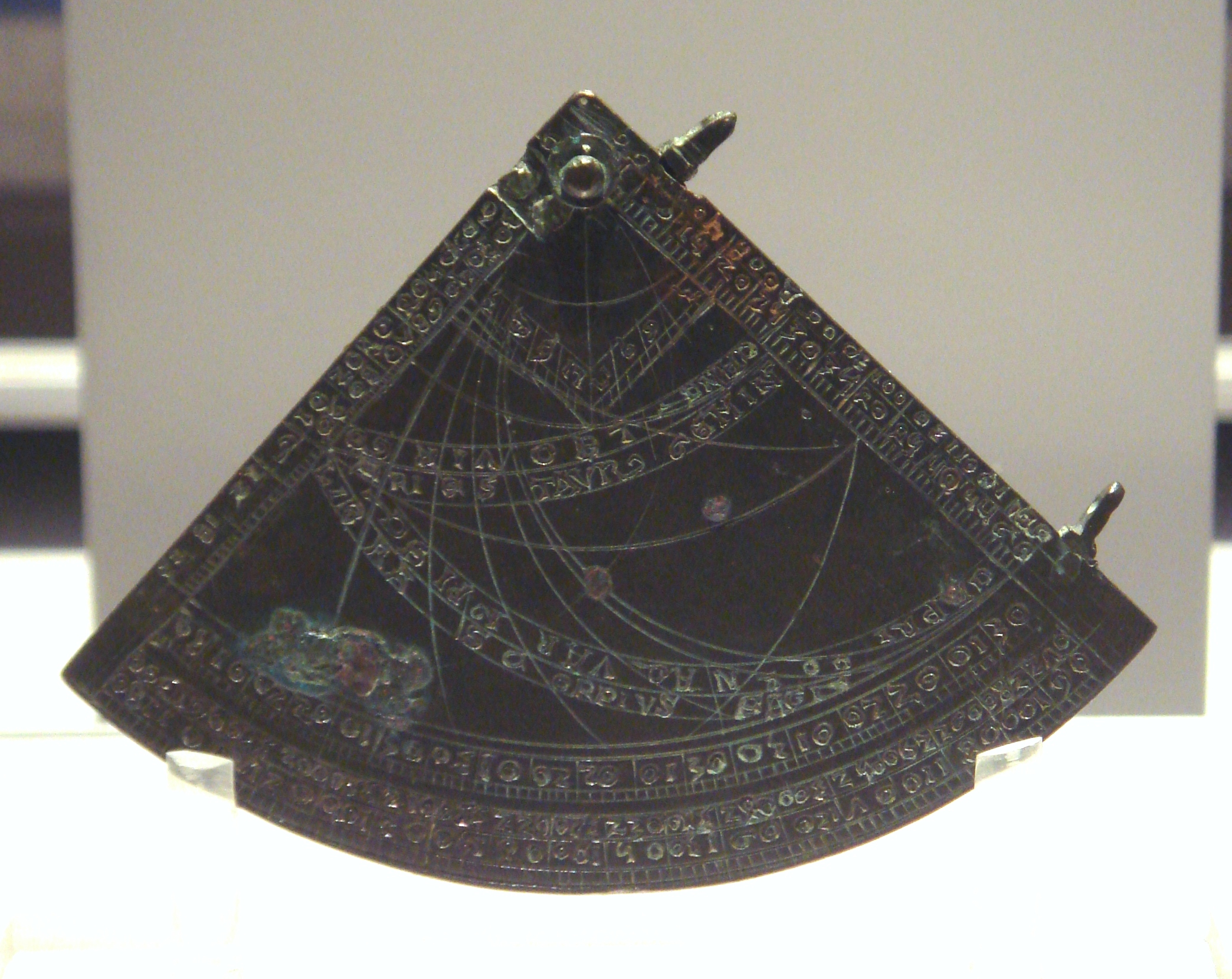
1388년 잉글랜드의 사분의

사분의는 돌아가는 레테가 없어 직접 고도를 측정하지는 않지만, 성반에 새겨진 각도, 단위환산, 황도, 위도, 천구도 등의 방대한 정보를 가장 간편한 사분원에 축약해 담아놓은 것을 말한다. 이것은 복잡한 성반의 사용방법을 나누어 단순화 시켰으며, 이것의 발명으로 관측할 때의 장비의 휴대가 더 편리해졌다.

### 범용 성반
기존의 성반은 평사도법을 하나의 평면에 대해서 썼다. 그래서 다양한 위도에서 측정하기 위해선 특정 별의 좌표가 겹칠 수 있기 때문에 그때마다 각각 다른 원판이 필요했다. 많은 원판을 가지고 다녀야 했기 때문에 항해, 측량과 같은 작업을 수행할 때 휴대성이 떨어지는 것도 사실이다. 범용 성반은 기존에 있던 평사도법을 한번 더 사용했다. 구형의 지구를 적도를 기준으로 세로로 측면에서 투영시킨 자료를 새겨 넣었다. 두 개 이상의 평면에 대해 투영된 자료가 있게 되고 결국 성반은 하나의 위치에서의 천구만이 아니라 지구가 만나는 모든 천구 위의 별들을 나타낼 수 있게 되었다.

### 혼천의
혼천의는 휴대용 관측기구가 아니라 멈춰있는 천문 관측기구로 별의 고도, 시간 등을 알 수 있다. 구형이고 크기도 더 커서 정교한 것을 보여줄 수 있던 것으로 보인다. 일반 성반과는 다르게 동아시아에서 많이 연구되었다.

### 선형 성반
12세기 이슬람에서 발명한 기구로 간단한 나무 막대기에 눈금이 매겨져 있고 두 개의 실이 끝에서 고정된다. 서로 실의 길이를 조절해가면서 각을 측정해 고도와 높이를 알 수 있다.

## 구조

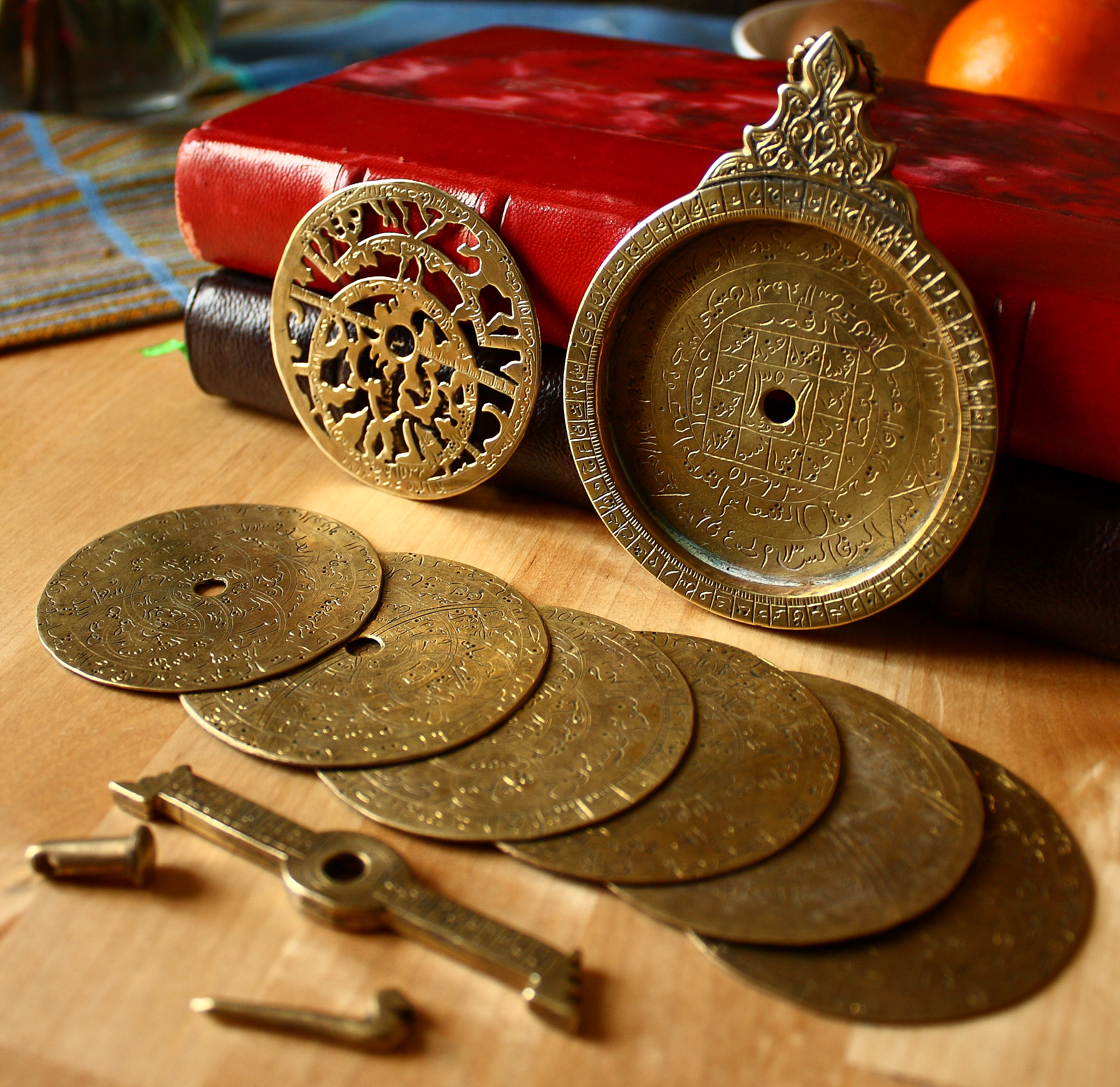
18세기의 성반을 분해한 모습

성반은 크게 고정된 부분과 자유롭게 회전하는 부분으로 나뉘어 있다. 고정된 부분의 원형 틀을 마테르(Mater)라고 하는데, 한 개 이상의 판(Plates, tympans, climates)을 고정하는 역할을 한다. 이 마테르의 가장자리에는 시각 또는 각도를 나타내는 눈금이 새겨져 있었다. 마테르에 고정된 판에는 하늘의 방위각과 고도를 나타내는 원들이 평사도법을 따라 새겨져 있는데, 지방에 따라 위도가 다르므로 특정 지방의 위도에서 보이는 하늘을 기준으로 만들어졌다. 마테르와 판 위에는 자유롭게 회전이 가능한 레테(Rete)라는 틀이 장착되어 있다. 레테에는 밝은 별들의 위치를 나타내는 지성침(指星針)들과 황도의 위치가 나타나 있다. 일부 성반에는 레테 위에 회전 가능한 자가 달려있는데 자 위에는 적위를 나타내는 눈금이 새겨져 있다.
마테르의 뒷면에는 성반의 많은 기능들에 필요한 자와 눈금들이 새겨져 있다. 이들의 종류는 제작 시기, 제작 지방, 제작자에 따라 큰 차이가 있다. 모든 성반에는 각도기와 태양의 경도를 측정하는 장치가 포함되어 있었으며, 거의 모든 유럽의 성반과 많은 이슬람의 성반에는 간단한 삼각함수 식을 이용해 물체의 고도를 측정하는 섀도우 스퀘어라는 장치가 있었다. 이슬람의 성반에는 키블라를 찾는 장치나 기도 시간을 계산하는 장치가 포함되어있기도 한다.
뒷면에는 또한 조준의(alidade)가 장착되어 있다. 성반을 수직으로 들고 이 조준의를 이용해 태양을 비롯한 천체의 고도를 정확하게 읽어낼 수 있었다. 별(astron, ἄστρον)의 고도를 가져온다(lab, λαβ-)라는 의미도 여기서 비롯되었다.

### 레테

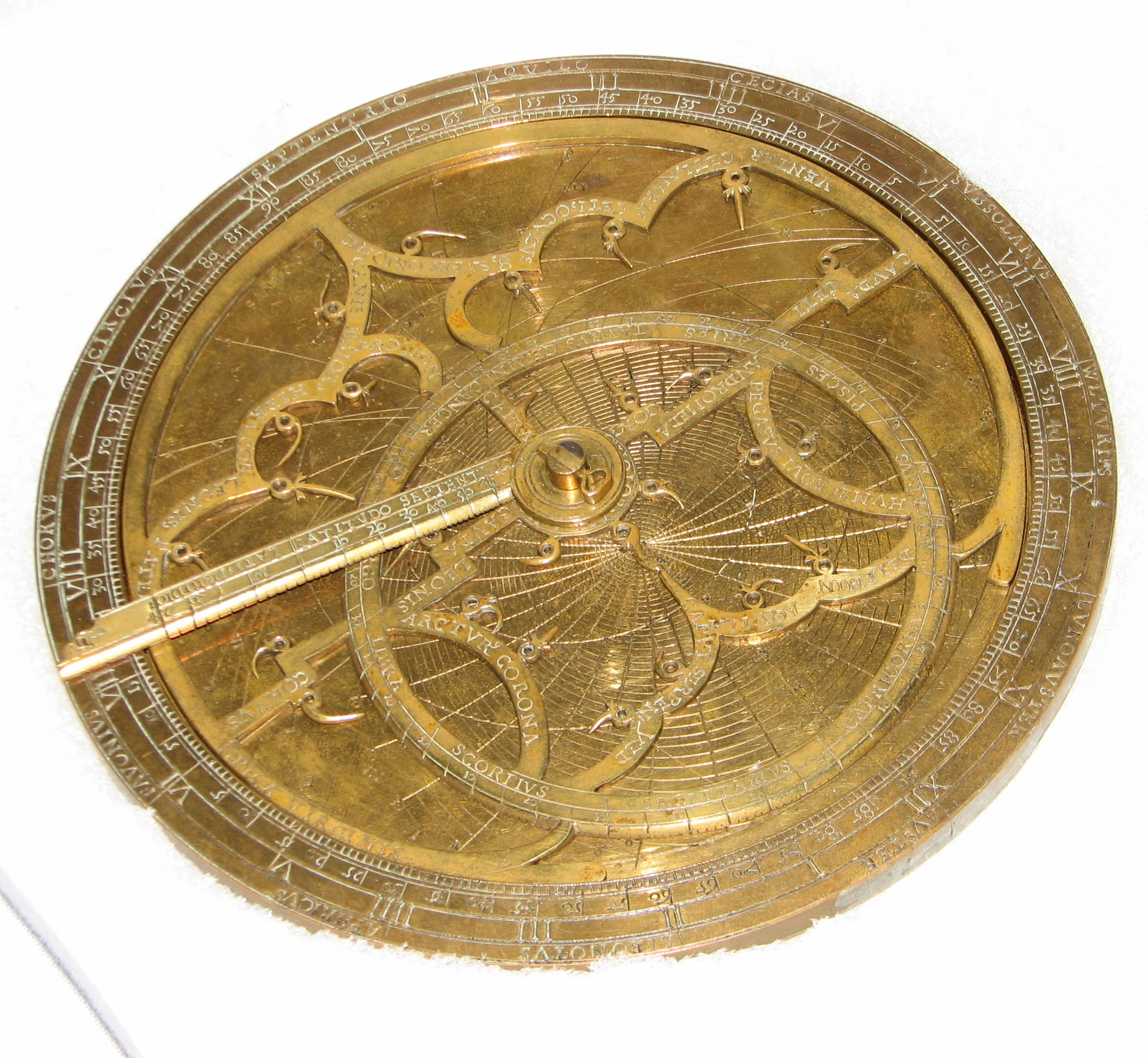
예일대학교가 소장한 하트만의 성반. 레테와 자의 모습이 보인다

레테(라틴어로 ‘리티’라고 발음)는 라틴어로 ‘그물’을 나타낸다. 레테는 회전하며 하늘에서의 천체의 운동을 묘사한다. 레테는 크게 지성침(指星針)들과 평사도법으로 표현된 황도 두 부분으로 나눌 수 있다. 지성침들은 밤하늘의 밝은 별들의 위치를 평사도법으로 나타낸다. 지성침의 형태는 단순한 것부터 정교한 덩굴이나 동물의 형태까지 다양했다. 간단한 성반은 약 10개, 복잡한 것은 50개가 넘는 지성침이 있다.
레테의 황도는 하지의 남회귀선, 동지의 북회귀선과 맞닿아 있다. 고대에는 황도를 지구에서 보았을 때 태양이 지나는 경로로 정의했는데, 황도는 1년에 정확히 한 바퀴를 회전했다. 1년 중의 한 날짜를 알면 그 날의 황도에서의 태양의 위치를 알 수 있다. 황도 위에서 태양의 위치는 경도로 나타낸다.
고대에는 황도를 황도십이궁을 따라 30도씩 구분했다. 태양의 황도 위에서의 위치(경도)를 성반의 뒷면을 이용해 잰 후, 자와 황도가 교차하는 곳이 현재의 태양의 위치가 되도록 자를 회전시킨 후, 레테와 자를 한꺼번에 회전시켜서 시간을 구했다.

### 판

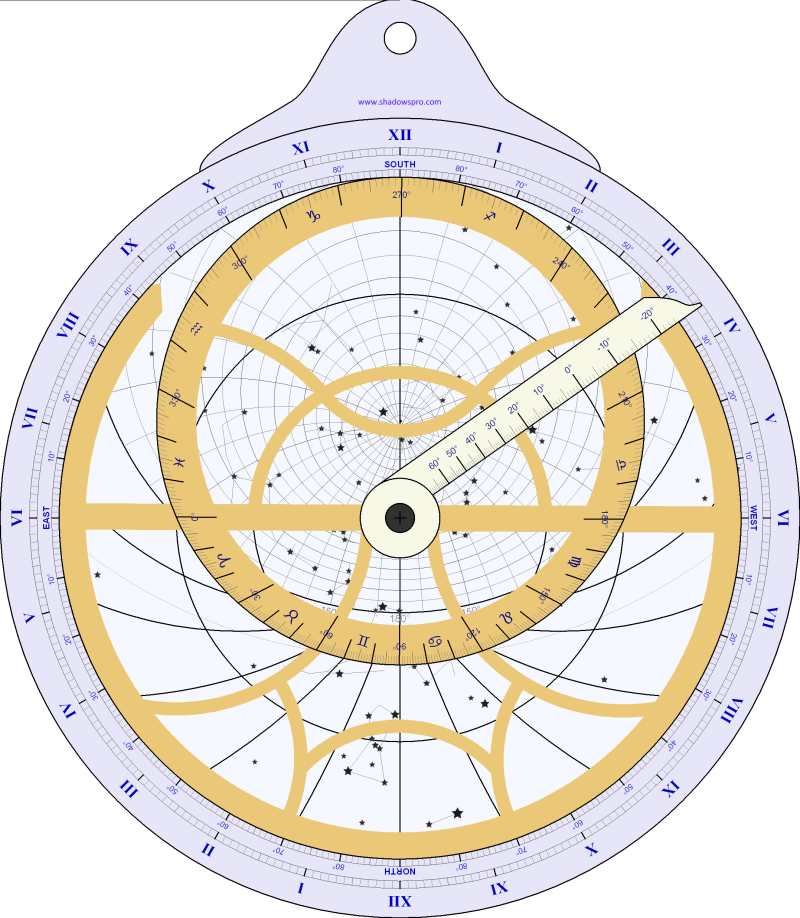
평면구형 성반의 이미지

판(plate)은 천구를 평사도법으로 투영시켜 평면에 나타낸 것이다. 판은 관찰자가 특정한 위치에서 천체의 위치를 찾는 데에 이용된다. 판 위의 투영된 원들은 천구의 고도와 방위각을 나타낸다. 두 개의 직선은 방향을 나타내는데 성반의 윗쪽이 남쪽 하늘이 된다. 중앙의 동심원들은 회귀선을 나타낸다. 판의 둘레를 따라 있는 큰 원은 남회귀선, 중간의 원은 북회귀선을 나타낸다. 황도는 항상 남회귀선과 북회귀선 사이에 위치한다. 방위각과 고도를 나타내는 선들로 이루어진 그물이 잘리는 아래쪽의 선은 지평선을 나타낸다. 레테 위의 별이 지평선 아래에 있을 경우에는 별이 실제로 지평선 아래에 있어 보이지 않는 상태를 나타낸다. 방위각을 나타내는 선들의 교차점은 천정을 나타낸다. 판은 어느 특정한 위도에서의 천구의 모습을 나타내므로, 다른 위도에서 사용하려면 위도에 맞는 판으로 갈아 끼워야 한다. 마테르의 위에는 측정을 위해 매달 수 있게 고리나 섀클이 부착되어 있다.

### 뒷면
성반의 뒷면에는 특정 날짜의 태양의 경도를 계산할 수 있는 눈금과 조준의(alidade), 그리고 천체의 고도를 측정하는 데 쓰이는 눈금이 있다.
가장 자주 쓰이는 성반의 기능은 천체의 고도를 통해 시각을 측정하는 것이다. 먼저 천체의 고도를 측정하기 위해 성반의 윗부분을 손에 매단 채로 천체를 향한다. 성반을 눈 높이로 든 후, 조준의를 회전시켜서 조준의 사이로 천체가 보이도록, 즉 조준의가 정확히 천체를 향하도록 만든다. 마지막으로 조준의의 각도를 성반의 가장자리에 난 눈금을 이용해 읽는다.
레테를 특정한 시각에 맞추기 위해서는 태양의 경도를 알아야 한다. 성반의 뒷면에는 연중 특정 날짜의 태양의 경도를 찾을 수 있는 눈금이 있다. 날짜에 따라 태양의 경도가 변하는 정도는 1년 중 조금씩 달라지는데, 달력의 눈금을 프톨레마이오스의 우주관에 따라 타원형으로 설정하거나 눈금의 날짜별 간격을 달리하여 이를 해결하였다.
섀도우 스퀘어는 거리, 높이와 같은 것들을 간단히 계산하는 데 쓰인다. 탑과 같은 관찰 대상을 조준의로 측정한 후, 높이나 거리의 비를 섀도우 스퀘어를 이용해 읽는다.
성반의 뒷면에는 제작 시기와 장소에 따라 다양한 많은 기능들을 포함한 눈금들이 있다. 어떤 이슬람의 성반은 키블라나 기도 시간을 삼각함수를 이용해 계산할 수 있었다. 유럽의 성반은 이런 기능이 필요가 없었는데, 아무런 부가 기능이 없던 성반도 있었다.

## 평사도법
성반의 판은 천구를 평면에 평사도법(stereographic projection)으로 투영시켜 나타낸다. 평사도법이란, 천구 위의 한 점과 천구의 남극을 지나는 직선과 천구의 적도를 지나는 가상의 평면이 만나는 점을 평면 위에 나타낸 것이다.
평사도법은 천문학에 유용한 두 가지 특징을 가진다.
1. 천구 위의 원을 투영시킨 경우 평면에서도 원의 형태를 유지한다.
2. 천구 위의 각도를 투영시킨 경우 평면에서도 각도를 유지한다.
천구에서의 측정은 대부분 원과 각도를 통해 다루어지므로, 평사도법은 성반에 적합한 방식이라고 할 수 있다.

## 같이 보기
- 안티키티라 메커니즘
- 혼천의
- 히파티아
- 조선후기의 과학기술